# عبد اللطيف نصير
عبد اللطيف نوصير (بالإنجليزية: Abdellatif Noussir)‏؛ مواليد 20 فبراير 1990 في فاس، هو لاعب كرة قدم مغربي يلعب لنادي إتحاد طنجة ومنتخب المغرب لكرة القدم.

## مسيرته الكروية
بدأ عبد اللطيف نوصير مسيرته الرياضية عام 2008 مع نادي المغرب الفاسي، كان ضمن المشاركين رفقة المنتخب المغربي الأولمبي في دورة الألعاب الأولمبية لندن 2012. كما كان ضمن تشكيلة المنتخب المغربي في كأس الأمم الأفريقية لكرة القدم 2013.

## الإنجازات
المغرب الفاسي
- كأس العرش : 2011
- كأس الكونفيدرالية الأفريقية : 2011

 الوداد الرياضي
- البطولة الوطنية المغربية (3) : 2015، 2017، 2019.
- دوري أبطال أفريقيا : 2017
- كأس السوبر الأفريقي : 2018

## روابط خارجية
- عبد اللطيف نصير على موقع الاتحاد الدولي (مؤرشف)  (الإنجليزية)
- عبد اللطيف نصير على موقع قاعدة بيانات كرة القدم.إي يو (الإنجليزية)
- عبد اللطيف نصير على موقع ناشيونال فوتبول تيمز (الإنجليزية)
- عبد اللطيف نصير على موقع Soccerway.com (الإنجليزية)
- عبد اللطيف نصير على موقع أوليمبيديا (الإنجليزية)